# Макортовское водохранилище
Макортовское водохранилище — водохранилище на реке Саксагань в Днепропетровской области Украины. Находится на территории Софиевского и Пятихатского районов в 25 км к восток-юго-востоку от города Жёлтые Воды. Создано в 1958 году путём перекрытия русла у села Макорты (Софиевский район).

## Характеристика
Каньоноподобное водохранилище длиной 57 км, шириной до 350 м, площадью 13,3 км², полным объёмом 57,9 млн м³ и полезным — 53,9 млн м³. Средняя глубина составляет 4,35 м, максимальная — 32,5 м. Длина береговой линии — 131 км.
Водохранилище в прибрежной части мелководное, по берегам наблюдаются выходы скальных пород. Берега местами повышенные, с пологими уступами, поросшие кустарниками. На мелководье растут камыш, рогоза, кувшинки, рдесты. Фитопланктон представлен диатомовыми, зелёными и сине-зелёными водорослями. В летне-осенний период происходит «цветение» воды.
Вода обогащена соединениями азота, фосфора, железа, pH составляет 7,3—8,2, минерализация — 400—800 мг/л, иногда выше. Температура воды летом +21—26 °C, зимой замерзает (толщина льда около 50 см), ледостав продолжается со 2-й половины декабря до февраля-марта.
Водохранилище является первым из каскада саксаганских водохранилищ и аккумулирует сток Саксагани. Вода используется для промышленного водоснабжения Криворожского железорудного бассейна, питьевого водоснабжения Кривого Рога и Пятихаток, орошения сельскохозяйственных земель. Является одним из мест отдыха криворожан.
В водохранилище водится много рыбы, в частности щука, лещ, плотва, уклейка. Иногда происходит зарыбление.